# Republikeinse Partijconventie 2016
De Republikeinse Partijconventie 2016 werd gehouden van 18 juli tot en met 21 juli in de  Cleveland, Ohio. Tijdens deze conventie werd Donald Trump gekozen als de presidentskandidaat van de Republikeinse Partij, met de gouverneur Mike Pence als running-mate.
Op de eerste dag deed een groep Republikeinen de verkiezingen een poging om de kandidatuur van Trump te voorkomen. Zij wilden dat de verplichting te vervallen kwam dat gedelegeerden bij de eerste stemming op de kandidaat moesten stemmen die de voorverkiezing in hun staat had gevallen.
Op diezelfde avond baarde Trumps vrouw Melania opzien door haar speech waarvan delen overeenkwamen met de speech die first lady Michelle Obama uitsprak op de Democratische Partijconventie in 2008. Haar speechschrijver nam de verantwoordelijkheid daarvoor op zich.
Een andere opvallende speech werd gegeven door senator Ted Cruz, een van Trumps belangrijkste opponenten tijdens de voorverkiezingen. De verwachting was dat Cruz zijn steun zou uitspreken voor de miljardair. Dat deed hij niet. Hij stelde dat "we een president verdienen die voor principes staat. Stem wat je geweten je zegt, stem voor kandidaten, hoog of laag op het stemformulier, die jij vertrouwt om onze vrijheid en Grondwet te beschermen". Tijdens het laatste deel van de toespraak werd Cruz weggehoond en moest zijn vrouw onder beveiliging de zaal verlaten.
Veel van Trumps voormalige opponenten tijdens de voorverkiezingen, zoals Marco Rubio, Chris Christie en Ben Carson, spraken in hun speeches wel hun steun uit voor Trump. Trumps kinderen, waaronder zijn dochters Ivanka en Tiffany en zijn zoons Donald jr. en Eric, kwamen ook uitgebreid aan het woord. Beide nog levende voormalige presidenten vader George H.W. Bush en zoon George Walker Bush, evenals de voormalige Republikeinse presidentskandidaten John McCain en Mitt Romney, waren afwezig daar zij zich niet wilden scharen achter Trump.
Trumps tegenstander van Democratische zijde Hillary Clinton was een dankbaar onderwerp voor hoon tijdens de Conventie. Zo stelde de moeder van een bewaker die was omgekomen tijdens de aanval op het Amerikaanse consulaat in Benghazi dat de dood van haar zoon aan Clinton te wijten was. Zij was op dat moment minister van Buitenlandse Zaken. Tijdens de toespraak van Christie scandeerde de zaal "Lock her up, lock her up".
PVV-fractievoorzitter Geert Wilders was op uitnodiging van staatssenator van Tennessee Bill Ketron aanwezig bij de Conventie. Zo gaf hij een speech op een feestje voor homoseksuele Republikeinen ("LBGTrump").